# Beyond Fear (album)
Beyond Fear – pierwszy album zespołu Tima "Rippera" Owensa – Beyond Fear. W Niemczech premiera albumu miała miejsce 5 maja 2006, w Europie trzy, a w Ameryce cztery dni później. Muzyka zawarta na nim to klasyczny heavy metal, przypominający dokonania zespołów, w których Owens: grał (Judas Priest), w tamtym czasie był członkiem (Iced Earth).

## Lista utworów
Autorem utworów, jeśli nie podano inaczej, są Tim Owens i John Comprix.
1. „Scream Machine” – 5:33
2. „And... You Will Die” – 3:42
3. „Save Me” (Owens) – 3:57
4. „The Human Race” – 3:36
5. „Coming at You” (Owens) – 3:14
6. „Dreams Come True” – 4:42
7. „Telling Lies” – 3:21
8. „I Don’t Need This” (Owens) – 3:30
9. „Words of Wisdom” – 3:47
10. „My Last Words” (Owens) – 3:24
11. „Your Time Has Come” – 4:49
12. „The Faith” (Owens) – 3:37

## Opis muzyki
Muzyka zawarta na albumie to klasyczny heavy metal, nawiązujący do lat osiemdziesiątych, choć z nowoczesnym brzmieniem.

Album bezbłędnie pokazuje, gdzie są moje muzyczne korzenie - w klasycznym heavy metalu lat 80. Przeniosłem jednak ten tradycyjny metalowy styl w teraźniejszość, zaznaczając własną tożsamość.
Zawsze byłem wielkim fanem Black Sabbath z Dio, uwielbiałem też Priest, zwłaszcza erę British Steel. Oba zespoły dostarczały nam swoich arcydzieł właśnie w tamtych latach. To płyty wyraziste, ale niezbyt skomplikowane, od razu skaczące do gardła. Taki właśnie rezultat chciałem osiągnąć z Beyond Fear.

Album zawiera wiele popisów wokalnych lidera, który swobodnie przechodzi od growlingu do falsetu. Brzmienie gitar jest nowoczesne, ciężkie. Sola gitarowe są bardzo techniczne i szybkie, przypominają te zawarte na albumie Painkiller zespołu Judas Priest. Perkusista nie gra technicznie, za to bardzo mocno, nadając utworom prawidłowy rytm.

## Wykonawcy
- Tim „Ripper” Owens – śpiew
- John Comprix – gitara prowadząca
- Dwayne Bihary – gitara rytmiczna
- Dennis Hayes – gitara basowa
- Eric Elkins – perkusja

## Informacje o albumie
- nagrany:

Morrisound (Tampa): wokal i gitara prowadząca
The Lava Room: perkusja, gitara basowa i gitara rytmiczna
- produkcja: Jim Morris
- inżynieria i mastering: Jim Morris
- wszystkie prace artystyczne: Jeremy Morgan
- fotografie: Craig James i Jenni James[1]